# Empire Awards 2010

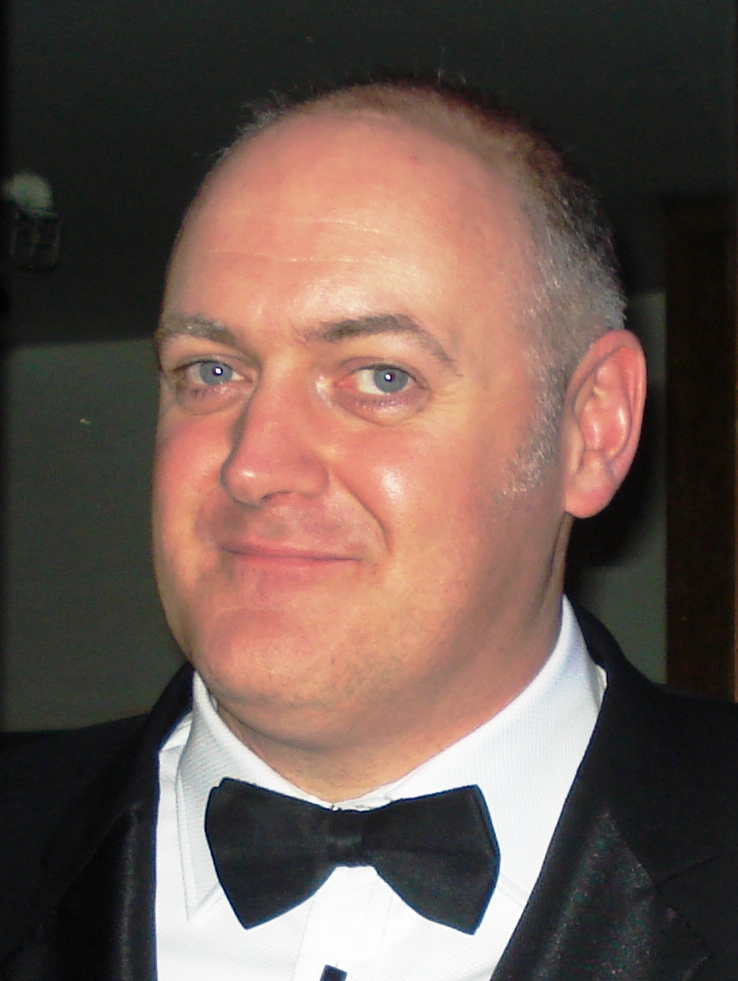
Dara Ó Briain, conduttore della 15ª edizione

La 15ª edizione degli Empire Awards, organizzata dalla rivista cinematografica inglese Empire, si è svolta il 28 marzo 2010 al Grosvenor House Hotel di Londra, e premia i film usciti nel 2009.

## Vincitori e candidati
I vincitori sono indicati in grassetto.
 Miglior film 
- Avatar, regia di James Cameron
- The Hurt Locker, regia di Kathryn Bigelow
- District 9, regia di Neill Blomkamp
- Bastardi senza gloria (Inglourious Basterds), regia di Quentin Tarantino
- Star Trek, regia di J. J. Abrams

 Miglior attore 
- Christoph Waltz - Bastardi senza gloria (Inglourious Basterds)
- Sir Michael Caine - Harry Brown
- Robert Downey Jr. - Sherlock Holmes
- Robert Pattinson - The Twilight Saga: New Moon
- Sam Worthington - Avatar

 Miglior attrice 
- Zoe Saldana - Avatar
- Emily Blunt - The Young Victoria
- Anne-Marie Duff - Nowhere Boy
- Mélanie Laurent - Bastardi senza gloria (Inglourious Basterds)
- Carey Mulligan - An Education

 Miglior regista 
- James Cameron – Avatar
- J. J. Abrams – Star Trek
- Kathryn Bigelow – The Hurt Locker
- Neill Blomkamp – District 9
- Quentin Tarantino – Bastardi senza gloria  (Inglourious Basterds)

 Miglior debutto 
- Aaron Johnson – Nowhere Boy
- Sharlto Copley – District 9
- Katie Jarvis – Fish Tank
- Anna Kendrick – Tra le nuvole (Up in the Air) e The Twilight Saga: New Moon
- Carey Mulligan – An Education

 Miglior film britannico 
- Harry Brown, regia di Daniel Barber
- An Education, regia di Lone Scherfig
- Nowhere Boy, regia di Sam Taylor Wood
- In the Loop, regia di Armando Iannucci
- Parnassus - L'uomo che voleva ingannare il diavolo  (The Imaginarium of Doctor Parnassus), regia di Terry Gilliam

 Miglior thriller 
- Sherlock Holmes, regia di Guy Ritchie
- Harry Brown, regia di Daniel Barber
- The Hurt Locker, regia di Kathryn Bigelow
- Bastardi senza gloria (Inglourious Basterds), regia di Quentin Tarantino
- Nemico pubblico - Public Enemies (Public Enemies), regia di Michael Mann

 Miglior horror 
- Lasciami entrare (Låt den rätte komma in), regia di Tomas Alfredson
- Drag Me to Hell, regia di Sam Raimi
- Paranormal Activity, regia di Oren Peli
- Bakjwi (박쥐), regia di Park Chan-wook
- Benvenuti a Zombieland (Zombieland), regia di Ruben Fleischer

 Miglior sci-fi/fantasy 
- Star Trek, regia di J. J. Abrams
- Avatar, regia di James Cameron
- District 9, regia di Neill Blomkamp
- Parnassus - L'uomo che voleva ingannare il diavolo  (The Imaginarium of Doctor Parnassus), regia di Terry Gilliam
- Moon, regia di Duncan Jones

 Miglior commedia 
- In the Loop, regia di Armando Iannucci
- Una notte da leoni (The Hangover), regia di Todd Phillips
- L'uomo che fissa le capre (The Men Who Stare at Goats), regia di Grant Heslov
- A Serious Man, regia di Joel ed Ethan Coen
- Tra le nuvole  (Up in the Air), regia di Jason Reitman

 Done in 60 seconds 
- Top Gun - Mark Wong e Chris Slaughter
- Evil Dead - Lee Hardcastle
- Le iene - Matthew Jackson
- Il petroliere - Owen e Adam
- Chi ha incastrato Roger Rabbit - Michael Whaite

## Premi Onorari
- Empire Hero Inspiration: Jude Law

- Inspiration Award: Andy Serkis

- Outstanding Contribution To British Film Award: Ray Winstone

- Icon Award: Ian McKellen